# کارلو امیلیو گادا
کارلو امیلیو گادا (ایتالیایی: Carlo Emilio Gadda؛ ۱۴ نوامبر ۱۸۹۳ – ۲۱ مهٔ ۱۹۷۳) یک شاعر، نویسنده و مهندس اهل ایتالیا بود. وی برنده جایزه ویارجو (۱۹۵۳) شده است